# Петров, Алексей Степанович
Алексей Степанович Петров (22 марта 1937 — 8 марта 2009) — советский велогонщик, призёр Олимпийских игр. Мастер спорта СССР (1957). Заслуженный мастер спорта СССР (1962).

## Биография
Родился в 1937 году в Ленинграде.
В 1960 году завоевал бронзовую медаль Олимпийских игр в Риме. В 1962, 1964 и 1965 годах принимал участие в чемпионатах мира, вплотную приближаясь к призовым местам. В 1964 году принял участие в Олимпийских играх в Токио, но медалей не завоевал.
В 1962 году был чемпионом СССР в групповой гонке, а в 1960, 1962—1964 и в 1966 — в командной. Представлял общество «Трудовые резервы» (Ленинград).
Скончался 8 марта 2009 года, похоронен на Волковском кладбище Санкт-Петербурга.

## Награды
- Медаль «За трудовое отличие» (16.09.1960) — за успешные выступления в XVII летних и VIII зимних Олимпийских играх 1960 года, а также за выдающиеся спортивные достижения[2]